# Plaque de Panama
La plaque de Panama est une microplaque tectonique de la lithosphère de la planète Terre. Sa superficie est de 0,00674 stéradians. Elle est généralement associée à la plaque caraïbe.
Elle se situe en Amérique centrale et couvre l'isthme de Panama.
La plaque de Panamá est en contact avec les plaques caraïbe, des Andes du Nord, de Nazca et des Cocos.
Ses frontières avec les autres plaques sont notamment formées de la fosse d'Amérique centrale sur la côte pacifique du Costa Rica.
Le déplacement de la plaque de Panamá se fait à une vitesse de rotation de 0,906 9° par million d'années selon un pôle eulérien situé à 54° 06′ de latitude nord et 90° 25′ de longitude ouest (référentiel : plaque pacifique).

## Sources
- (en) Peter Bird, An updated digital model of plate boundaries, vol. 4, Geochemistry Geophysics Geosystems, 14 mars 2003 (DOI 10.1029/2001GC000252, Bibcode 2003GGG.....4.1027B, lire en ligne)